# مصداقية

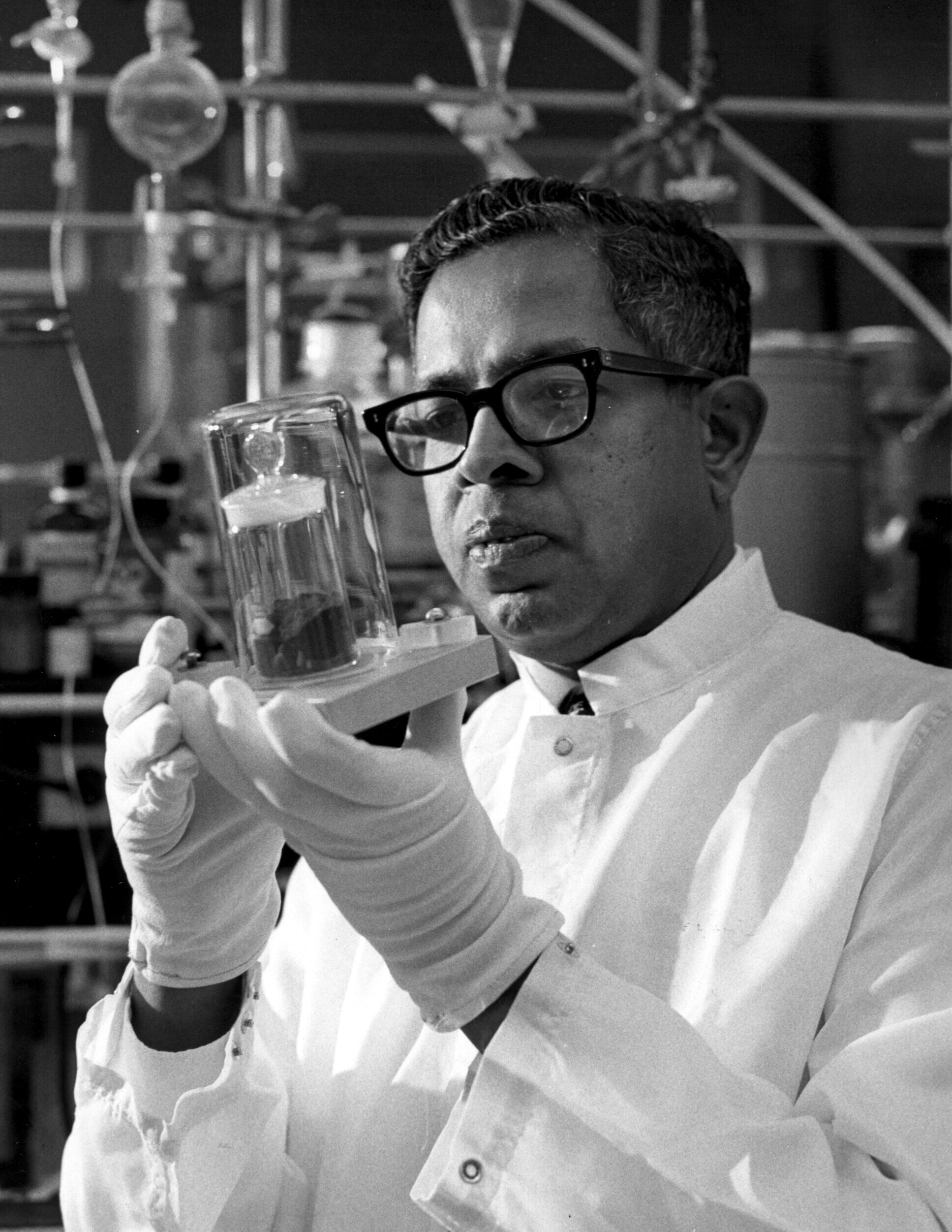

المصداقية هي مدى ميل المخاطب (المستمع أو القارئ) لقبول المعلومة الواردة على أنها دقيقة، فالمصدر الذي يحظى بمصداقية هو الذي «يصدقه» الجمهور، لأسباب موضوعية أو ذاتية (علم). ومن العوامل المؤثرة على مصداقية المصدر الخبرة والاعتماد (trustworthiness) ولكن قد يتم انحياز المخاطب لمصدر دون آخر عن مسببات أخرى كوسائط وسائل الإعلام. فالمصداقية عامل أساسي في وصول الباحث إلى ما يعتبرها الحقيقة.
ومفهوم المصداقية وارد في مجالات عديدة منها علم النفس والحقوق والسياسة، لكن أهميته تبرز خصوصًا في مجال الإعلام.

## مصدر
1. ↑  "معلومات عن مصداقية على موقع zhihu.com". zhihu.com. مؤرشف من الأصل في 2015-07-24.
2. ↑  "معلومات عن مصداقية على موقع esu.com.ua". esu.com.ua. مؤرشف من الأصل في 2021-05-06.
3. ↑  "معلومات عن مصداقية على موقع yso.fi". yso.fi. مؤرشف من الأصل في 2023-09-24.